# 陳晉一
陳晉一（Chan Shinichi，2002年9月5日—），香港足球運動員，司職左翼、左閘，現效力中國超級聯賽球會上海申花。

## 早年經歷
陳晉一生於日本東京，乃中日混血兒，小時隨父母移居香港。居於上環的他約6歲起到卜公花園踢球，10歲起接受足球訓練，及後輾轉效力於中西區、太陽飛馬和晉峰青年梯隊。陳晉一小學就讀於英皇書院同學會小學，中學就讀於香港華仁書院。
2017–18賽季，年僅15歲的陳晉一為晉峰於香港甲組聯賽中上陣。

## 球員生涯

### 傑志
2018–19賽季，陳晉一加盟香港超級聯賽球會傑志，展開職業球員生涯。2019年2月12日，年僅16歲的他以正選身份出戰對陣馬來西亞球隊霹靂的亞冠盃外圍賽第二圈比賽，完成職業生涯地標戰。四日後，他在於對陣大埔的比賽中後備上陣，完成聯賽地標戰。
2020年1月10日，陳晉一於對陣理文的菁英盃比賽中取得職業生涯首個入球，協助球隊以4–1大勝對手。同年3月10日，陳晉一在對陣冠忠南區的港超聯比賽中取得首個聯賽入球，並在賽後獲頒個人首個最有價值球員獎項。隨後聯賽賽事因新冠疫情停擺，及後在9月始重啟賽季後，陳晉一憑藉一連串高水準表現獲頒發港超聯9月及10月最有價值球員獎項。該季，陳晉一協助球隊奪得聯賽和菁英盃冠軍，其中在菁英盃決賽中，陳晉一表現出色，協助球隊以3–1擊敗南區奪冠，並在賽後獲選為決賽最有價值球員。季後，他與隊友巴拉克獲克羅地亞班霸球會薩格勒布戴拿模邀請赴該會試訓兩周，唯最後因疫情影響未能成事。
2021–22賽季，陳晉一於亞冠盃分組賽4場比賽中全數正選上陣，協助球會首度晉級亞冠盃淘汰賽。

#### 外借西班牙
2022年7月，陳晉一遠赴西班牙，到西班牙皇家足協甲級聯賽球會皇家伊倫聯試腳。同年8月，試腳成功的他獲傑志外借至該隊，但延至2023年1月才辦妥工作簽證及轉會手續，並正式外借至2024年6月，穿上29號球衣。
2023年1月11日，皇家伊倫聯作客皇家蘇斯達B隊，陳晉一於80分鐘後備上陣，完成地標戰，皇家伊倫聯最終以2–0不敵主隊。他成為首位在西班牙職業聯賽上陣的香港球員。同年2月19日，皇家伊倫聯主場迎戰卡拉奧拿，陳晉一再次後備上陣，並為球隊頂入奠勝一球，成為首位在西班牙聯賽入球的香港球員。同年3月，陳晉一為球會B隊上陣時右腳蹠骨受傷，完成手術後需提早結束賽季，未能再在西班牙賽場上陣。

#### 重返傑志
2023年6月，傑志提早召回傷癒的陳晉一。 季中，他因代表香港在亞洲盃賽場上的不俗表現，獲中國球會斟介，但最終留隊。
2024年3月24日，陳晉一在菁英盃對陣理文的比賽中首次擔任球隊隊長，並帶領球隊以3–1擊敗對手，確定晉級四強的資格。

### 上海申花
2024年6月17日，中國超級聯賽球會上海申花宣布簽入陳晉一。同月14日，他在對陣長春亞泰的聯賽比賽中後備上陣，完成中超地標戰，並協助球隊以3–2小勝對手。同月，他在對陣深圳新鵬城的足協盃比賽中首次為球隊正選上陣，並踢足全場。同年8月10日，陳晉一在對陣南通支雲的聯賽比賽中以一記禁區外的遠射取得首個中超入球，上海申花最終以5–1大勝。在該賽季中，陳晉一分別在對陣北京國安和上海海港的足協盃半準決賽和準決賽中取得入球。
2025年2月7日，陳晉一在對陣上海海港的中國超級盃賽事中擔任正選，並協助球隊以3–2擊敗對手，奪得他加盟以來的首個冠軍。2025年2月18日，陳晉一在對陣神戶勝利船的亞冠盃精英聯賽分組賽中取得首個亞洲賽入球，協助球隊晉身淘汰賽階段。2025年3月，陳晉一入選亞冠盃精英聯賽十六強第一回合賽事最佳陣容。

## 國際賽生涯

#### 青年隊
陳晉一早年已多次代表香港隊在不同的青年賽事中上陣。
2015年9月，陳晉一代表香港U14出戰「2015粵港澳青少年足球交流活動」。2015年11月，他代表香港U13赴關島出戰「東亞U13足球節」。 他在同月代表香港U14出戰「青年港澳埠際賽」。2016年3月，他代表香港U14出戰「賽馬會國際青年足球邀請賽」。2017年3月，陳晉一入選香港U15，再次出戰「賽馬會國際青年足球邀請賽」。2017年7月，他代表香港U15出戰「第七屆兩岸四地青少年足球邀請賽」，協助球隊迫和中國隊，但因得失球差失落冠軍。2017年9月，他入選香港U16，參與在台灣舉行的亞少盃外圍賽。
2018年3月，陳晉一入選香港U17，出戰對陣新加坡的賽馬會國際青年足球邀請賽，並在比賽中入球，協助港隊以2–0勝出。2019年4月，他代表香港U18出戰「賽馬會國際青年足球邀請賽」。2019年10月，他代表香港U19出戰亞青盃外圍賽。
2019年3月，陳晉一以16歲之齡入選香港U23，出戰U23亞洲盃外圍賽，並且在三場外圍賽賽事中正選上陣，唯最後香港無緣晉身決賽周。
2021年10月底，香港U23赴日參加U23亞洲盃外圍賽分組賽期間，近半隊球員賽後違反隔離指引，外出買酒兼醉酒鬧事。足總紀律委員會調查後決定禁止陳晉一受徵召入選香港代表隊資格一年及罰款港幣4000元， 原因是違反亞洲足協U23亞洲盃外圍賽分組賽日本賽區之防疫措施及相關指引及嚴重違反代表隊球員的行為與道德守則。

#### 成年隊
2019年6月，完成首季職業賽季的陳晉一，以16歲之齡入選香港足球代表隊決選名單，並在對陣中華台北的友誼賽末段後備上陣，完成A級國際賽地標戰。
2023年10月，陳晉一於世界盃亞洲區外圍賽第一圈對不丹的世界盃外圍賽第一圈賽事中取得首個國際賽入球，協助港隊在首回合以4–0領先。2023年12月，陳晉一入選香港足球代表隊出戰亞洲盃的決選名單，並在三場分組賽中正選上陣。
2025年7月，陳晉一跟隨香港足球代表隊出戰在南韓舉行的東亞杯，在循環賽前兩輪分別對陣日本和南韓的比賽中均首發出場，至對陣中國國足的最後一輪比賽前突然被所屬中超球會上海申花召回。中國香港足總表示，召回陳晉一的安排非臨時決定，「而是港隊教練團隊與其所屬球會在賽前，基於球員的整體利益與福祉，特別是考慮到其體能狀况及避免因密集賽程而造成過度負荷，所達成的預先協議」。而除陳晉一外，其他效力於中超球員的港隊球員都未被召回。陳晉一離開隊，港隊補招後衛球員、效力於東方的賓紀文代替陳晉一上場。

## 生涯統計

### 球會
最後更新：2025年2月7日
| 球會               | 賽季     | 聯賽                   | 聯賽 | 聯賽 | 國家盃賽 | 國家盃賽 | 聯賽盃賽 | 聯賽盃賽 | 亞洲賽 | 亞洲賽 | 其他賽事 | 其他賽事 | 總計 | 總計 |
| 球會               | 賽季     | 級別                   | 上陣 | 入球 | 上陣     | 入球     | 上陣     | 入球     | 上陣   | 入球   | 上陣     | 入球     | 出場 | 入球 |
| ------------------ | -------- | ---------------------- | ---- | ---- | -------- | -------- | -------- | -------- | ------ | ------ | -------- | -------- | ---- | ---- |
| 晉峰               | 2017–18  | 香港甲組聯賽           | 5    | 0    | –        | –        | –        | –        | –      | –      |          |          | 5    | 0    |
| 傑志               | 2018–19  | 香港超級聯賽           | 3    | 0    | 0        | 0        | 3        | 0        | 5      | 0      | –        | –        | 11   | 0    |
| 傑志               | 2019–20  | 香港超級聯賽           | 9    | 1    | 1        | 0        | 9        | 1        | –      | –      | –        | –        | 19   | 2    |
| 傑志               | 2020–21  | 香港超級聯賽           | 10   | 0    | –        | –        | 7        | 0        | 5      | 0      | –        | –        | 22   | 0    |
| 傑志               | 2021–22  | 香港超級聯賽           | 2    | 0    | 2        | 0        | 9        | 2        | 4      | 0      | –        | –        | 17   | 1    |
| 傑志               | 2023–24  | 香港超級聯賽           | 17   | 1    | 2        | 0        | 4        | 0        | 6      | 0      | 2        | 0        | 31   | 1    |
| 傑志               | 總計     | 總計                   | 41   | 2    | 5        | 0        | 32       | 3        | 20     | 0      | 2        | 0        | 100  | 5    |
| 皇家伊倫聯（外借） | 2022–23  | 西班牙皇家足協甲組聯賽 | 5    | 1    | –        | –        | –        | –        | –      | –      | –        | –        | 5    | 1    |
| 上海申花           | 2024     | 中國超級聯賽           | 11   | 1    | 3        | 2        | –        | –        | 6      | 0      | –        | –        | 20   | 3    |
| 上海申花           | 2025     | 中國超級聯賽           | 0    | 0    | 0        | 0        | –        | –        | 0      | 0      | 1        | 0        | 1    | 0    |
| 上海申花           | 總計     | 總計                   | 11   | 1    | 3        | 2        | –        | –        | 6      | 0      | 1        | 0        | 21   | 3    |
| 生涯總計           | 生涯總計 | 生涯總計               | 62   | 4    | 8        | 2        | 32       | 2        | 26     | 0      | 3        | 0        | 131  | 8    |

備註
1. 1 2 3 4 5  香港菁英盃
2. ↑  其中一場亞冠盃，四場亞協盃。
3. ↑  賽事因新冠病毒大流行而腰斬
4. 1 2 3 4  於亞冠盃賽事上陣。
5. ↑  賽事因新冠病毒大流行而腰斬，球隊只踢了9場比賽
6. ↑  於高級組銀牌賽事上陣
7. ↑  於中國超級盃上陣。

### 國際賽
最後更新：2025年1月25日
| 代表隊 | 年份 | 上陣 | 入球 |
| ------ | ---- | ---- | ---- |
| 香港   | 2019 | 1    | 0    |
| 香港   | 2021 | 3    | 0    |
| 香港   | 2023 | 6    | 1    |
| 香港   | 2024 | 13   | 0    |
| 總數   | 總數 | 23   | 1    |

## 榮譽

### 球會
傑志
- 香港高級組銀牌：2023–24
- 菁英盃：2019–20
- 香港超級聯賽：2019–20、2020–21

 上海申花
- 中国足球协会超级盃：2025

### 個人
- 香港超級聯賽每月最有價值球員：2020年9–10月

## 演出作品
- 香港電台《我家在香港 III：港韓的後裔》

## 外部連結
- 香港足球總會網頁球員資料 （页面存档备份，存于）